# پریتام سینگ (سیاستمدار)
پریتام سینگ (انگلیسی: Pritam Singh؛ زادهٔ ۲ اوت ۱۹۷۶) مؤلف، وکیل، سیاستمدار اهل سنگاپور است.